# Saint-Quentin-la-Chabanne
Saint-Quentin-la-Chabanne is een gemeente in het Franse departement Creuse (regio Nouvelle-Aquitaine) en telt 357 inwoners (2005). De plaats maakt deel uit van het arrondissement Aubusson.
Net als elders in Creuse trokken tot voorbij de 19e eeuw veel mannelijke inwoners van Saint-Quentin-la-Chabanne maandenlang naar andere delen van Frankrijk om te werken in de bouw. Deze "maçons de la Creuse" keerden enkel in de wintermaanden naar huis terug. Halfweg de 19e eeuw betrof dit 38% van alle inwoners van de gemeente.

## Geografie
De oppervlakte van Saint-Quentin-la-Chabanne bedraagt 29,5 km², de bevolkingsdichtheid is 12,1 inwoners per km².

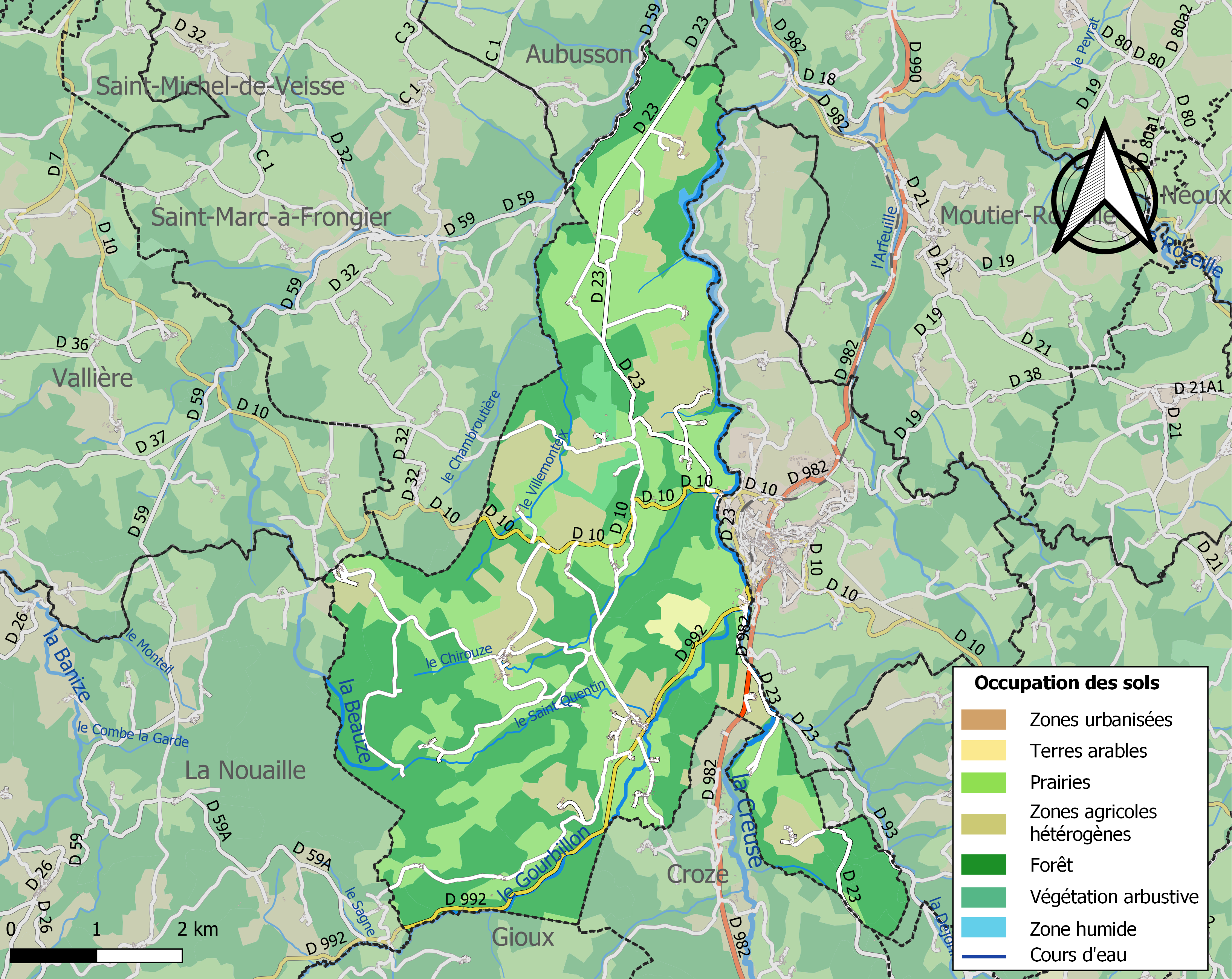
Kaart van de gemeente met de belangrijkste infrastructuur, bodemgebruik en omliggende gemeenten

## Demografie
Onderstaande figuur toont het verloop van het inwonertal (bron: INSEE-tellingen).